# Hemirrhagus gertschi
Hemirrhagus gertschi là một loài nhện trong họ Theraphosidae.
Loài này thuộc chi Hemirrhagus. Hemirrhagus gertschi được miêu tả năm 2003 bởi Pérez-Miles & Locht.